# 1507 год в науке
В 1507 году были различные научные и технологические события, некоторые из которых представлены ниже.

## Картография
- 25 апреля — Мартин Вальдземюллер опубликовал труд Cosmographiae Introductio с одной из первых карт с точно нанесёнными показаниями широты и долготы, и отдельным континентом под названием «Америка».
- Карта Джона Рюйша была впервые опубликована в редакции Географии Птолемея, издававшейся в Риме.

## Родились
- 27 сентября — Гийом Ронделе, французский врач, зоолог и естествоиспытатель, считающийся создателем ихтиологии.

## Скончались
- 29 июля — Мартин Бехайм, немецкий учёный, негоциант и мореплаватель. Создатель старейшего из сохранившихся до наших дней глобуса.